# El Tule, Ahome
El Tule är en ort i Mexiko.   Den ligger i kommunen Ahome och delstaten Sinaloa, i den västra delen av landet, 1 300 km nordväst om huvudstaden Mexico City. El Tule ligger 14 meter över havet och antalet invånare är 350.
Terrängen runt El Tule är huvudsakligen platt, men åt nordost är den kuperad. Runt El Tule är det ganska tätbefolkat, med 83 invånare per kvadratkilometer. Närmaste större samhälle är Ahome, 8,0 km sydost om El Tule. Trakten runt El Tule består till största delen av jordbruksmark.